# Національний академічний драматичний театр імені Якуба Коласа
Національний академічний драматичний театр імені Якуба Коласа (біл. Нацыянальны акадэмічны драматычны тэатар імя Якуба Коласа, рос. Национальный академический драматический театр имени Якуба Коласа) — національний академічний драматичний театр у місті Вітебську (Білорусь).
Має ім'я класика білоруської літератури — Якуба Коласа.

## Загальні дані та приміщення театру
Національний академічний драматичний театр імені Якуба Коласа міститься у спеціально зведеній радянській будівлі й розташований за адресою:
вул. Замкова, буд. 2, м. Вітебськ, Республіка Білорусь.
Сучасна споруда театру (архітектори А. Максимов та І. Рискіна) зведена в 1958 році. Головним фасадом будівля звернена до площі 1000-ліття Вітебська (раніше — Театральна площа). Він (головний фасад) виконаний у вигляді восьмиколонного доричного портика, довершеного трикутним фронтоном. Бічні фасади прикрашені рустом, пілястрами. Тильний фасад вирішено у вигляді чотириколонного портика.
Триярусна глядацька зала з партером і двома балконами здатна вмістити 758 глядачів.
Вистави театру відбуваються обома державними мовами країни — білоруською та російською.

## З історії та постановок театру
Драмтеатр у Вітебську (на той час Другий Білоруський Державний театр) був відкритий 21 листопада 1926 року на базі білоруської драматичної студії, яка в період 1921—26 років існувала при МХАТ ім. М. Горького (керівник курсу — В. Смишляєв, режисер — Б. Афонін). Серед випускників студії — народні артисти СРСР О. Ільїнський, П. Молчанов, С. Станюта, народні артисти БРСР М. Белінська, Я. Глебовська, Р. Кошельникова, Є. Роздяловська, Т. Сергейчик тощо.
Спочатку репертуар театру складався з постановок, підготовлених учасниками театральної студії. Перша вистава — «В былые времена» І. Бена. Студією також були підготовлені для театру спектаклі «Царь Максимилиан» в обробці А. Ремізова та Н. Міцкевича, «Сон в летнюю ночь» В. Шекспіра, «Эрот и Психея» Є. Жулавського, «Вакханки» Евріпіда. Наприкінці 1920-х років у театрі здійснено постановки: «Разлом» Б. Лавреньова, «Первая конная» В. Вишневського.
Одна з найкращих традицій, закладена у 1920—30-і роки, — співробітництво театра з білоруськими драматургами та письменниками. Серед його авторів — Я. Купала, Я. Колас, П. Глебка, Е. Самуйльонок, К. Чорний. Найзначніші постановки білоруської класики: «Павлінка», «Прымакі» Янкі Купали, «Вайна вайне», «В пушчах Палесся», «Будзе навальніца» (за трилогією «На ростанях»), «Сымон-музыка» Якуба Коласа. Ставились і п'єси завідувача літературною частиною театру — білоруського драматурга Миколи Костянтиновича Ільїнського (1899—1943), зокрема «Весна».
Значне місце в репертуарі театра посідала й посідає російська та зарубіжна класика — вистава «Бесприданница», поставлена 1936 року В. Дарвишевим, стала першим втіленням драматургії О. Островського на білоруській сцені. Художніми досягненнями стали постановки: «Привидения» Г. Ібсена, «Гамлет» В. Шекспіра, «Власть тьмы» Л. Толстого, «Ревизор» М. Гоголя, «Клоп» В. Маяковського, «Хам» Е. Ожешко тощо.
У роки німецько-радянської війни від 1941 року театр працював в Уральську, потому (1943—44) — в Орєхово-Зуєво. У жовтні 1944 театр повернувся до Вітебська. У цьому ж році (1944) закладові за досягнення в розвитку національної культури присвоєно ім'я Якуба Коласа.
1946 року за спектакль «Нестерка» В. Вольського театру присуджено Сталінську премію.
Починаючи з 1964 року театр працює в спеціально зведеній у 1955 році будівлі на Театральній площі (тепер площа Тисячоліття Вітебська).
У 1977 році колектив театру імені Якуба Коласа удостоєний звання академічного.
2001 року, вже за незалежної Білорусі, Вітебський драмтеатр дістав статус національного, відтак свою сучасну назву — Національний академічний драматичний театр імені Якуба Колоса.

## Виноски
1. ↑  Витебск: Энциклопедический справочник / Гл. редактор И. П. Шамякин. — Мн. : БелСЭ им. П. Бровки, 1988. — 408 с. — 60 000 прим.